# FIFA 22
FIFA 22 är ett fotbollsspel utgivet av Electronic Arts. Det är den 29 delen i FIFA-serien och släpptes den 1 oktober 2021 till Microsoft Windows, Nintendo Switch, PlayStation 4, PlayStation 5, Xbox One och Xbox Series X/Series S.
Kylian Mbappé från Paris Saint-Germain återfinns på omslaget för andra året i rad. I mars 2022 togs Ryssland och Belarus landslag bort i spelet efter att länderna invaderade Ukraina 2022.

## Utgåvor
FIFA 22 finns i två olika utgåvor, en Standard-utgåva och en Ultimate-utgåva. I tidigare spel i FIFA-serien har det funnits en Champions-utgåva, men i FIFA 22 finns ingen sådan.
Spelare som förbeställde Ultimate-utgåvan beviljades en mängd olika bonusar plus 4 dagars tidig tillgång från och med den 27 september.

## Funktioner

### HyperMotion-teknik
I FIFA 22 introducerades HyperMotion-teknik, den låter spelaren skapa en spelstil som imiterar hur riktiga fotbollsspelare rör sig ute på planen. HyperMotion-tekniken ingår i spelet för spelare som använder sig av Xbox Series X/S, Playstation 5 och Google Stadia.

### Karriärläge
En ny förändring finns i karrärläge, nu har spelaren möjligheten att skapa en egen klubb i tränarkarriär. I alla andra upplagor i fifa serien har man endast kunnat ta över en redan befintlig klubb, nu finns möjligheten att bygga upp en egen klubb från botten. Spelaren får möjligheten att anpassa sitt lags hemma- och bortaställ, klubbmärke och arena. EA har även förändrat i spelarkarriär, nu kan spelarens karaktär även bli inbytt i en match vilket inte var möjligt innan.

### Ultimate Team
I FIFA 22 Ultimate Team finns några nya funktioner i spelläget, till exempel så har EA introducerat FUT-hjältar kort, dessa kort har en unik liga-specifik kemi som är knutet till fotbollsspelarnas specifika hjälteögonblick. Kemin ger gröna klubband till alla spelare från samma liga utöver det vanliga landsbandet. Hela listan med FUT-hjältar ser ut som följande: Mario Gómez, Tim Cahill, Ole Gunnar Solskjær, Jerzy Dudek, Joe Cole, Aleksandr Mostovoi, David Ginola, Iván Córdoba, Fredrik Ljungberg, Jürgen Kohler, Lars Ricken, Antonio Di Natale, Clint Dempsey, Robbie Keane, Abédi Pelé, Jorge Campos, Fernando Morientes, Sami Al-Jaber och Diego Milito.

### Licenser
Spelet innehåller över 30 officiella ligor, över 700 klubbar och över 17 000 spelare.
För första gången i Fifa-serien finns nu Indian Super League, med sina 11 lag i ligan. Även den nya turneringen Uefa Europa Conference League finns i spelet.

### Kommentatorer
I den engelskspråkiga versionen av spelet finns nu två nya kommentatorer - Stewart Robson, som ersätter Lee Dixon som expertkommentator bredvid Derek Rae, samt Alex Scott, som ersätter Alan McInally i rollen som förser spelaren med mål- och poänguppdateringar i karriärläget. Scott blir med detta den första kvinnliga kommentatorn i FIFA:s historia.

## Release

### Ambassadörer
Följande personer är de officiella ambassadörerna för FIFA 22: Yūka Kageyama, Son Heung-min, David Alaba, Christian Pulisic, Phil Foden, Alphonso Davies och Trent Alexander-Arnold.

## Mottagande
FIFA 22 fick ett positivt mottagande för spelmekaniken, men kritik för införandet av mikrotransaktioner. Switch-utgåvan av spelet fick negativ kritik för dess dåliga kvalitet.